# Lepeophtheirus furcatus
Lepeophtheirus furcatus is een eenoogkreeftjessoort uit de familie van de Caligidae. De wetenschappelijke naam van de soort is voor het eerst geldig gepubliceerd in 1953 door Capart.